# Comuna Berezivka, Radehiv
Berezivka (în ucraineană Березівка) este o comună în raionul Radehiv, regiunea Liov, Ucraina, formată din satele Bebehî, Berezivka (reședința), Hrîțevolea, Novostavți și Pidmonastîrok.

## Demografie
Componența lingvistică a comunei Berezivka
     Ucraineană (99,72%)
     Alte limbi (0,28%)
Conform recensământului din 2001, majoritatea populației comunei Berezivka era vorbitoare de ucraineană (99,72%), existând în minoritate și vorbitori de alte limbi.